# Макол (Јужна Каролина)
Макол (енгл. McColl) град је у америчкој савезној држави Јужна Каролина.

## Демографија
По попису из 2010. године број становника је 2.174, што је 324 (-13,0%) становника мање него 2000. године.
| Група             | 2000.         | 2010.         |
| Белци             | 1.633 (65,4%) | 1.226 (56,4%) |
| Афроамериканци    | 480 (19,2%)   | 493 (22,7%)   |
| Азијати           | 3 (0,1%)      | 3 (0,1%)      |
| Хиспаноамериканци | 37 (1,5%)     | 42 (1,9%)     |
| Укупно            | 2.498         | 2.174         |